# Становище (Поліський район)
Становище (Старе Становище) — колишнє селище в Україні, в Поліському районі Київської області. Виселено через радіоактивне забруднення внаслідок аварії на ЧАЕС. До аварії на ЧАЕС підпорядковувалося Вільчанській селищній раді Поліського району. Після аварії, протягом 1993 року більшість жителів селища переселилися до села Ничипорівка, а також до селища Вільча (Чугуївський район). Селище знаходиться біля кордону з Білоруссю.

## Історія
За давніми народними переказами  на території ще не існуючого села Становище розкинулися біля 500 десятин земельних та лісових угідь пана Горвата.
На цих угіддях  в урочищі "Лан", та на обсадженій липами ділянці, знаходився будинок  під залізною покрівлею з господарськими будівлями панського управителя Куликовського, який здійснював нагляд за цією землею.
А за 2 км.  на південь від будинку управителя  на лісовому пагорбі біля шляху, що проходив з білоруських сіл і хуторів до містечка Хабне знаходилося пристановище (зупинка), де стояли кузня, курінь, де випалювалося деревне вугілля.  Візники, які  їздили цим шляхом , зупинялися тут на відпочинок , проводили ремонт.
Ось за таким переказом і пішла  назва майбутнього села Становище.
В 1912 році перші поселенці села Становище Пономаренко Ілля, Кондрачук Василь, Гаврилюк Конон, Кухарець Іван, Можарівський Тимофій, Мартинюк Григорій та інші , що прибули із Житомирщини, купили на території ще не існуючого села  панські землі і лісові угіддя, розпочали розкорчовування лісу і розорювання земель та будівництво житла і господарських будівель.
Поселенці розводили тварин, вирощували зернові, картоплю, льон, займалися ткацтвом, виробленням шкір та пошиттям одягу і взуття. Випалювали деревне вугілля, окремі ковалювали, збирали в навколишніх лісах гриби, ягоди та інші дари лісу, майстрували вироби з дерева, а також загатовляли  ліс та дрова і возили на продаж до містечок Хабне та Народичі.
Станом на 1923 рік Становище, згідно з документом, було одним із сіл, що входили до складу Олексіївської сільської ради. Воно налічувало 87 дворів і 416 мешканців. Село знаходилося на відстані 45 верст від району та 3 версти від сільради.
На мапі 1933 року показано що Становище вже мало 50 дворів.
Становище було розташоване у Волинській губернії, Овруцькому повіті. Адміністративно воно входило до складу Христинівської волості Коростенського округу. У різні періоди селище належало до різних районів:
- Овруцький район з 7 березня 1923 року,
- Народицький район з 22 лютого 1924 року,
- Хабенський район з 5 лютого 1933 року.
Також зазначено, що Становище перебувало у складі Олексіївської сільської ради з 1923 року.
На початку  тридцятих років  на базі навколишніх сіл та хуторів (Олексіївка, Становище та Гута), що оточували станцію,  було створено три колгоспи: "Червоне поле", "Перше травня", імені Ворошилова.  Першими головами і організаторами колгоспів були: Ходаківський Іван Степанович, Парфіненко Андрій Саливонович, Ільєв Дорофей Михайлович.
У 1958 році (15 травня 1958 року) Указом Президії Верховної Ради УРСР станція Вільча разом із прилеглими селами Олексіївка і Становище були об'єднані в єдине селище міського типу Вільча, з підпорядкуванням Вільчанській селищній раді. Водночас Олексіївську сільську раду було ліквідовано.
Вільчанській селищній раді було підпорядковано населений пункт Становище.
Напередодні аварії на ЧАЕС населення селища, ймовірно, становило близько 70-95 осіб. Селище підпорядковувалося Вільчанській селищній раді Поліського району Київської області.
У 1986–1987 роках у смт Поліське, Вільча, Становище, Жовтневе, Тараси, Королівка, Пухове, Денисовичі, Діброва та інших населених пунктах спостерігався підвищений радіаційний фон. У деяких населених пунктах, наприклад, у селі Ясен Поліського району, рівень радіації коливався від 0,7 до 4 мкР/год. Це створювало небезпеку для населення, особливо для родин із дітьми. Сільське господарство в таких місцевостях було частково обмежене через радіаційне забруднення земель, хоча конкретних вказівок від вищих органів не було, а лише окремі рекомендації. Колгоспи й радгоспи продовжували здавати молоко, м'ясо та іншу продукцію, яка часто перевищувала допустимі норми.
Відзначалися перебої в постачанні продуктів із "чистих" зон до населених пунктів, де споживання місцевих продуктів було заборонене. У зв’язку з цим було введено доплату в розмірі 30 рублів на кожного мешканця. Загалом таких населених пунктів було 10: смт Поліське, смт Вільча, с. Денисовичі, с. Діброва, с. Грезля, с. Жовтневе, с. Шевченкове, с. Мартиновичі, с. Тараси, с. Ясен. У зазначених населених пунктах було запроваджено доплату в розмірі 25% додатково до основної виплати. Це стосувалося й сіл: Буда Варовичі, Королівка, Нова Марківка, Новий Мир, Нівецьке, Пухове, Рудня Грезлянська, Становище, Червона Зірка, Черемошна.
У 1989 році у селищі вже проживало 65 осіб.
У 1993 році жителі селища Становище, яке увійшло до зони безумовного відселення через сильне радіоактивне забруднення внаслідок аварії на Чорнобильській АЕС, були переселені в село Ничипорівка, а також у нове селище Вільча під Вовчанськом, як і жителі смт Вільча. У 1999 році смт Вільча та селище Становище офіційно зняли з обліку через відсутність населення.
Після Чорнобильської катастрофи селище увійшло до 30-кілометрової зони відчуження.
8 серпня 1996 року рішенням Київської обласної ради № 74-07 «Про часткові зміни в адміністративно-територіальному устрої Поліського району» селище міського типу Вільча підпорядкували Поліській селищній раді, а Вільчанську селищну раду ліквідували.
12 травня 1999 року рішенням Київської обласної ради № 100-06 «Про часткові зміни в адміністративно-територіальному устрої окремих районів області» у Поліському районі виключили з облікових даних населені пункти, які не підпорядковувалися радам, у тому числі селище Становище. 19 серпня 1999 року рішенням Київської обласної ради № 138-08 «Про часткові зміни в адміністративно-територіальному устрої окремих районів області» було виключено з облікових даних і селище міського типу Вільча.
З лютого по квітень 2022 року село було окуповане російськими військами внаслідок вторгнення 2022 року.